# Nazi Agent
Pour plus de détails, voir Fiche technique et Distribution.
Nazi Agent est un film américain réalisé par Jules Dassin, sorti en 1942.

## Fiche technique
- Titre : Nazi Agent
- Réalisation : Jules Dassin
- Scénario : Paul Gangelin (en), John Meehan Jr. et Lothar Mendes
- Direction artistique : Cedric Gibbons et Stan Rogers
- Photographie : Harry Stradling Sr.
- Montage : Frank E. Hull
- Société de production : Metro-Goldwyn-Mayer
- Pays d'origine : États-Unis
- Format : Noir et blanc - 1,37:1 - Mono
- Genre : drame
- Durée : 83 minutes
- Date de sortie : 1942

## Distribution
- Conrad Veidt : Otto Becker / Baron Hugo Von Detner
- Ann Ayars : Kaaren De Relle
- Frank Reicher : Fritz
- Dorothy Tree : Miss Harper
- Ivan F. Simpson : Professeur Sterling
- William Tannen : Ludwig
- Martin Kosleck : Kurt Richten
- Marc Lawrence : Joe Aiello
- Sidney Blackmer : Arnold Milbar
- Moroni Olsen : Brenner
- Pierre Watkin : Grover Blaine McHenry